# قلعه اسکوپیه
قلعهٔ اسکوپیه (مقدونی: Скопско Кале) که معمولاً به‌عنوان کاله ارجاع می‌شود (از kale، لغت ترکی دژ، آمده از قلعه لغت عربی) یک قلعهٔ تاریخی واقع شده در شهر تاریخی اسکوپیه پایتخت جمهوری مقدونیه است که در بالاترین نقاط شهر در واردار واقع شده‌است. این قلعه به‌عنوان نماد نظامی اسکوپیه به تصویر درآمده است که در پرچم شهر نیز استفاده شده‌است.